# Rhodostrophia philolaches
Rhodostrophia philolaches är en fjärilsart som beskrevs av Charles Oberthür 1891. Rhodostrophia philolaches ingår i släktet Rhodostrophia och familjen mätare. Inga underarter finns listade.